# アキラ (空母)
アキラ（Aquila）は、イタリア海軍の航空母艦。未完成のまま解体された。艦名はイタリア語で「鷲」の意味で、偵察艦「アキラ」に続きイタリアの艦艇としては三代目。日本語では「アクイラ」または「アクィラ」とも表記される。

## 概要

### 航空母艦計画
イタリアはワシントン会議で空母保有枠60,000トンを認められたが、国民義勇軍の総監に続いて1926年に空軍大臣に就任したイタロ・バルボの発言力が強く、彼は空母の必要性を認めないばかりか海軍へ旧式機しか残さない他、海軍も積極的に空母を建造しようとはしなかった。
しかし、1935年、第二次エチオピア戦争時にイギリスからの干渉を受けたことで、イギリス地中海艦隊が仮想敵として浮上し、中でもイギリスの航空母艦への対抗が無いことが問題視されるようになった。この時、旧式化していた弩級戦艦カイオ・ドゥイリオ級戦艦2隻を航空母艦へ改装する案が出されたが、速力が21.5ノットと低速なことや戦艦としての構造が航空母艦として不適格と判断され、この案は見送られることとなった。
同時期、超弩級戦艦ヴィットリオ・ヴェネト級戦艦の設計を手掛けていた造船総監督ウンベルト・プリエーゼ技術大将は14,000トン案と22,000トン案の2タイプの航空母艦の設計案を海軍に提出した。
この新型空母案は島型艦橋（アイランド）を持つ近代的な物であり、設計においてはイギリス海軍の航空母艦「アーク・ロイヤル」の影響がみられるものであった。カヴァンニヤーリ海軍次官は2案のうち予算的に制約の少ない14,000トン案に興味を抱いたが、この時期には海軍は新戦艦の建造に全力を注いでおり、一方でエチオピアをめぐる国際情勢悪化のために早急に空母を調達する必要があり、新型空母を1から建造することは難しい状況だった。

### 改装への選定

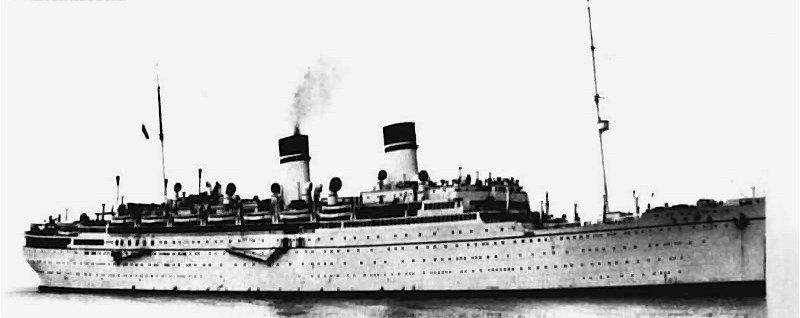
本艦の前身である貨客船「ローマ」

この時期のイギリスは地中海艦隊に航空母艦「グローリアス」に加え、本国艦隊の姉妹艦「カレイジャス」も一定期間で地中海に派遣されており、有事の際にはこの2隻を相手にせねばならなかった。その折に海軍が目をつけたのは1926年に竣工した客船「ローマ（Roma）」（32,120総トン、21ノット）と「アウグストゥス（MS Augustus）」の2隻であった。新造は難しくとも、既存の船体を流用すれば工期を短縮できると判断し、海軍はこれを徴用する事とした。1936年に改装空母の設計案がまとめられた。2艦のうち、「ローマ」を改装したものが本艦で、「アウグストゥス」改装のものは当初「ファルコ（隼）」と名付けられたが、後に「スパルヴィエロ（ハイタカ）」と改名された。
しかし、1936年8月にエチオピア戦争が終結し、地中海におけるイギリス海軍への脅威が薄れて余裕ができると、海軍はふたたび新造空母計画に立ち戻り、本艦の改装計画は一時中断する。1937年にカヴァンニヤーリ海軍次官は東アフリカのイタリア海軍基地への戦闘部隊配備を企画、航洋性のある軽巡洋艦部隊と近代新造2隻を基幹とする案を提案し、新造空母研究続行を指示した。新造空母は1936年案では排水量15,000トンに拡大された。
海軍計画ではフランス海軍のダンケルク級戦艦への対抗として15インチ砲を持つ新戦艦「ヴィットリオ・ヴェネト級」2隻が1934年に起工し、1937年に順調に進水しており、また戦艦「コンテ・ディ・カヴール級」2隻の改装工事が終わって就役する時期だった。加えて計画した重巡洋艦や軽巡洋艦、駆逐艦などの整備も予定通りに進捗している状況であり、これに新型空母と新型軽巡を加えることで、英地中海艦隊にも対抗しえる均衡のとれた海軍戦力を得られるはずであった。
しかし、次官が上院で構想を発表すると、ムッソリーニは15,000トン空母新造案を却下する。この頃、イタリア軍では地中海沿岸への新型爆撃機や雷撃機の配備が進んでおり、加えてスペイン内戦でイタリア義勇航空隊がスペイン海軍のエスパーニャ級戦艦「ハイメ一世」を爆撃するなどの活躍が報じられており、それら航空戦力でイタリア海軍艦隊へのエアカバーは充分と判断されたものと推測される。ただし、新造案却下の一方で客船「ローマ」の改装計画続行が認められ、改装作業が進められることになった。
その後も海軍は新造空母の取得は諦めず、1939年9月に再び15,000トン案2隻の建造を議会に提出した。イタリア国内ではイタリア空軍が魚雷の予算について政府との論争が続き、海軍の要望を政府が聴取していた。この折に海軍計画の進捗が明らかになった。新戦艦の後期グループである「ローマ」と「インペロ」が1939年に進水するとともに新造空母2隻は1940年に発注して1943年から1944年の竣工の予定であるとされた。この他に新型軽巡洋艦「コスタンツォ・チアノ級」2隻の建造も予定していた。
しかし、折からドイツ軍のポーランド侵攻により第二次世界大戦が勃発、イタリアは中立を宣言していたものの戦争介入への可能性は高まっていた。イタリア海軍としては航空母艦の整備を急ぐ必要もあったため、結局は客船「ローマ」と「アウグストゥス」の空母への改装方針がより固められることになった。この時期には「ローマ」はアメリカから呼び戻されており、開戦後の戦いにおいて、洋上でのイタリア空軍の支援が受けられない不満から自ずと航空母艦の重要性を感じた海軍は、この時期に及んで航空母艦を求めた。
1940年になっても本艦に搭載予定のフィアット社のディーゼル機関の開発は遅延を続けたため、イタリア海軍では機関の換装を必要としない高速客船を改装空母とする研究を始めた。カヴァンニヤーリ海軍次官が選定したのは「レックス」と「コンテ・ディ・サヴォイア」の2隻でいずれも航海速力は約27ノットを発揮できるもので空母への改装に支障はなかったと考えられた。しかし、海運当局の反対があってこの計画は頓挫した。

## 艦形

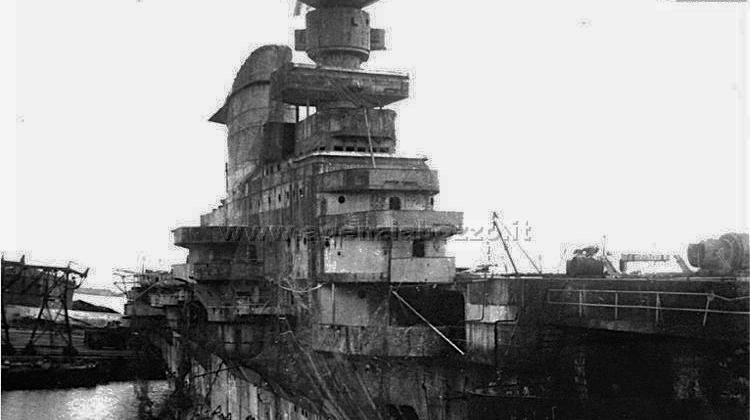
1946年にジェノバ港で撮られた本艦。アイランドの構造が良く判る構図。

船体は元々は貨客船であったために外観と巡航性を重視しており、巡洋艦のような高速を出すのに不向きであった。このため、航空母艦に改装するにあたって上部構造物は全て撤去し、艦首と艦尾の構造を延長して抵抗を軽減する事で解決した。船体内も細かく水防区画が設けられ、機関区も一新された。弾薬庫と燃料タンクは厚さ80mmの装甲で防御されていた。
艦首は強く傾斜したクリッパー型となり、艦尾も鋭く切り立った形状に改められた。また、水雷防御を強化するために水線部の広範囲にバルジを装着し、その内部にコンクリートを詰めて水密化と重心を下げる効果を狙った。

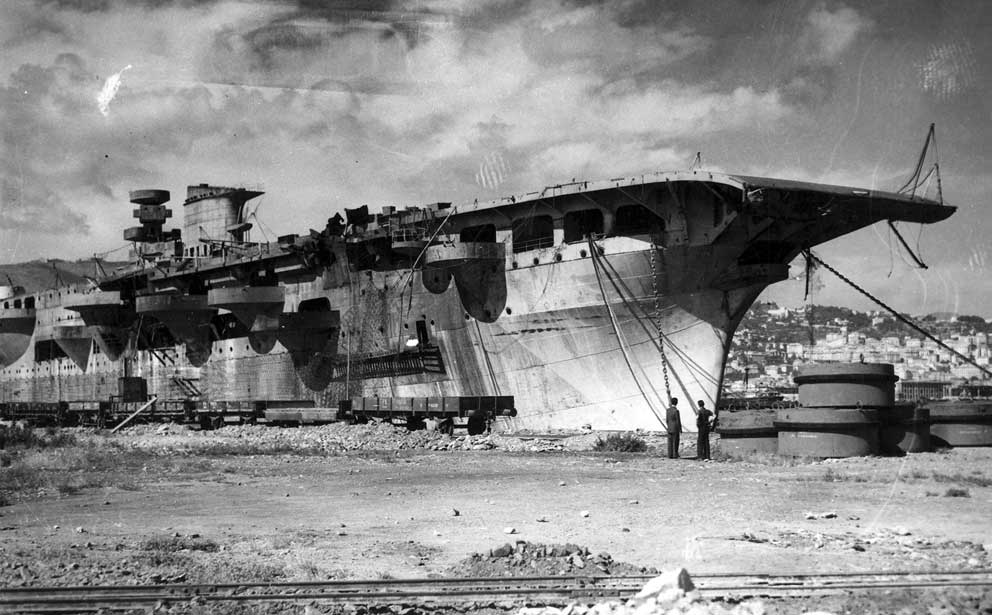
1946年にジェノバ港で撮られた本艦。艦尾よりオーバーハングした飛行甲板と舷側の砲座の形状がよくわかる構図。

飛行甲板は格納庫の前端から艦尾までオーバーハングしていた。船体中央部の右舷側に大型のアイランド（島型艦橋）とが立ち、煙突の背後に主マストが斜め後方に立てられていた。対空火器は飛行甲板のスペースを狭めないように舷側に張り出し（スポンソン）を設けて広範囲に分散配置されていた。

### 航空艤装

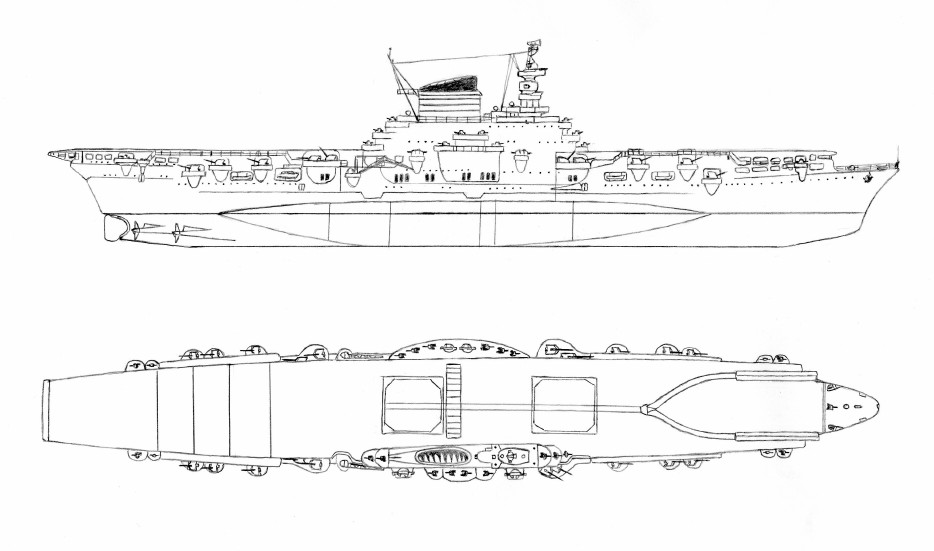
本艦の完成予想図

飛行甲板にはエレベータが集中配置で中央部に2基が設けられて、格納庫から出された艦載機は艦首側甲板に埋め込まれたカタパルト2基により射出された。格納庫は長さ160m、幅18mの容積があった。本艦の搭載機として選定されたのはRe2001の艦載用改造型であったが、翼を折畳む機構へと改修ができなかった。搭載数を増やすため、格納庫内に26機格納する他、天井に15機を懸吊し、飛行甲板に10機を露天係止することで搭載機数を51機まで増やした。Re2001の折り畳み機構が実装された場合、搭載数は66機にまで増加できる予定であった。

## 武装

### 主砲
主砲はアンサルド社製「カイオ・ドゥイリオ級戦艦」の副砲にも採用された「1938年型 13.5cm（45口径）砲」を採用した。従来のイタリア海軍の小口径砲は初速を上げて威力を強める工夫であったが、これは遠距離で散布界が広まる傾向にある不具合があった。これを改善すべく口径を上げて砲弾にかかる初速を下げることで散布界を狭めることができた。重量32.7 kgの砲弾を仰角45度で19,600 mまで届かせることが出来るこの砲を、本級では単装砲塔に収めて8基を搭載した。砲架の俯仰能力は仰角85度・俯角5度である。旋回角度は船体首尾線方向を0度として砲塔が左右120度の旋回角度を持つ、主砲身の俯仰・砲塔の旋回・砲弾の揚弾・装填は主に電力で行われ、補助に人力を必要とした。発射速度は毎分6発である。

### その他の備砲・水雷兵装
高角砲はアンサルド・テルニ社製「1939年型 6.5cm（64口径）高角砲」を採用した。重量4.08 kgの砲弾を仰角45度で7,500 m、最大仰角で高度5,000 mまで届かせることが出来るこの砲を、本級では単装砲塔に収めて12基を搭載した。砲架の俯仰能力は仰角80度・俯角10度である。旋回角度は240度の旋回角度を持つ、主砲身の俯仰・砲塔の旋回・砲弾の揚弾・装填は主に電力で行われ、補助に人力を必要とした。発射速度は毎分20発である。他に近接火器としてブレダ社製「1940年型 20mm（65口径）機銃」を6連装砲架で22基を配置した。

## 機関
元が高速客船とはいえ、機関出力が34,000馬力で速力21ノットでは既存のイタリア戦艦よりも低速であり、機関強化が決定された。工期短縮のために機関は建造中のカピターニ・ロマーニ級軽巡洋艦にも採用されたソーニクロフト式重油専焼水管缶8基とベルッツォ式ギヤード・タービン4基（カピターニ・ロマーニ級2隻分）がそのまま使われることになった。この換装により、機関出力151,000馬力で速力30ノットを発揮する予定であった。機関配置はボイラー2基とタービン1基を1セットとして計4区画を中間区画を挟んで前後に分散配置する生存性の高い配置だった。

## 艦歴
「アキラ」と改名された本艦の改造工事はジェノヴァのアンサルド社で1941年11月に開始された。しかし、船体の改造が多岐に渡った上に資材不足にも悩まされたため工期は遅延の一途をたどり、1943年9月にイタリアが降伏するまでの進捗は90%に達していたが、完成はしなかった。この後もドイツ軍に接収されて現地で艤装工事が続行されたが、1944年6月16日に連合軍による空襲で損傷、さらに1945年4月19日、本艦によるジェノヴァ港の閉塞を防ぐため、イタリア共同交戦海軍の人間魚雷による攻撃を受けて大破し、その場で自沈処分となった。
1946年に浮揚されて解体業者に売却され、1949年にラ・スペツィアに曳航、艦名を「ポントーネP227（Pontone P227）」に変更された。1952年解体完了。

## 参考図書
- 「世界の艦船増刊 第20集　第2次大戦のイタリア軍艦」（海人社）
- 「世界の艦船増刊 第46集　イギリス巡洋艦史」（海人社）
- 「丸 2014年10月号 ビジュアル『艦艇学』入門講座 仏独伊海軍「空母」仰天計画」（光人社）
- 「NF文庫 瀬名堯彦著　独仏伊 幻の航空母艦建造計画 知られざる欧州三国海軍の画策」（光人社）